# Пинделу-душ-Милагреш
Пинделу-душ-Милагреш (порт. Pindelo dos Milagres)  —  район (фрегезия) в Португалии,  входит в округ Визеу. Является составной частью муниципалитета Сан-Педру-ду-Сул. Находится в составе крупной городской агломерации Большое Визеу. По старому административному делению входил в провинцию Бейра-Алта. Входит в экономико-статистический  субрегион Дан-Лафойнш, который входит в Центральный регион. Население составляет 714 человека на 2001 год. Занимает площадь 19,36 км².